# Каракаш, Илкер
Илкер Каракаш (тур. İlker Karakaş; родился 11 января 1999 года в Измите, Турция) — турецкий футболист, нападающий клуба «Бэтмен Петролспор».

## Клубная карьера
Каракаш — воспитанник клуба «Генчлербирлиги». 15 апреля 2018 года в матче против «Кайсериспора» он дебютировал в турецкой Суперлиге, заменив во втором тайме Алпера Улудага.

## Международная карьера
В 2018 году Каракаш в составе юношеской сборной Турции принял участие в юношеском чемпионате Европы в Финляндии. На турнире он сыграл в матче против Украины и сборной Франции.